# 2012 en architecture
| Années de l'architecture : 2009 - 2010 - 2011 - 2012 - 2013 - 2014 - 2015    |
| Décennies de l'architecture : 1980 - 1990 - 2000 - 2010 - 2020 - 2030 - 2040 |

## Réalisations
- Avril : le One World Trade Center dépasse la hauteur de l'Empire State Building et devient le gratte-ciel le plus haut de New York.
- 11 mai : Tour Orbit, emblème des Jeux olympiques d'été de 2012, conçue par Anish Kapoor avec Cecil Balmond et Ushida Findlay Architects[1].
- 5 juillet : Shard London Bridge, plus haut gratte-ciel d'Europe.

## Récompenses
- Prix Pritzker :
- Grand prix national de l'architecture :
- Prix de l'Équerre d'argent :
- Prix Stirling :

## Décès
- 4 janvier : Rod Robbie, architecte canadien.
- 7 janvier : Claude Prouvé, architecte français.
- 8 janvier : John Madin (en), architecte anglais.
- 21 mars : Bruno Giacometti, architecte suisse.
- 1er avril : Henri Prouvé, architecte français.
- 30 octobre : Lebbeus Woods, architecte américain.
- 1er novembre : Gae Aulenti, architecte italienne.
- 5 décembre : Oscar Niemeyer, architecte brésilien.